# منظمة ريديسيتارين
منظمة ريديسيتارين (Reducetarian) هي منظمة غير ربحية تعمل على ترويج الأنظمة الغذائية الانتقائية؛ حيث يقوم المتبعون لهذه الأنظمة بتقليل كمية اللحوم (وكذلك البيض ومنتجات الألبان) التي يستهلكونها لتحسين صحتهم، والحفاظ علي البيئة وحماية الحيوانات المستأنسة من القسوة. «بريان كاتيمان» هو أحد مؤسسي المنظمة ورئيسها وأحد المؤيدين الرئيسيين للنظام الغذائي. وهو متشكك في استخدام رسائل «كل شيء أو لا شيء» فقط مثل الخضرية والنباتية، معتقدًا أن الكثير من الناس سيكونون أكثر حماسة بشأن تقليل استهلاك منتجاتهم الحيوانية جزئيًا فقط.